# Odorrana indeprensa
Odorrana indeprensa е вид земноводно от семейство Водни жаби (Ranidae).

## Разпространение
Видът е разпространен в Тайланд.